# Ophrys piscinica
Ophrys piscinica är en orkidéart som beskrevs av Pierre Delforge och C.Delforge. Ophrys piscinica ingår i ofryssläktet, och familjen orkidéer.
Artens utbredningsområde är Italien. Inga underarter finns listade i Catalogue of Life.